# 人間なのさ
人間なのさ（にんげんなのさ）は、ガガガSPの12thシングル。2006年4月5日発売。発売元はソニー・ミュージックレコーズ。

## 収録曲＆解説
1. 人間なのさ
  - 作詞・作曲：コザック前田
  - アイフルのCMソングとして起用された。
  - 以後、アルバム「青春狂時代」と「ガガガSPベストアルバム」にも収録された。
  - 歌詞の中に、吉田拓郎の「人間なんて」に関するアンサーのような内容が出てくる。
  - また、この曲については、THE BLUE HEARTSの「終わらない歌」を意識して制作したものでもあることを、コザック前田本人が公表している（前述「青春狂時代」のセルフライナーノーツにて）。
2. 正義の味方
  - 作詞・作曲：桑原康伸
3. 四季の移り変わりと君と僕
  - 作詞・作曲：コザック前田